# Die Andere (film 1916)
Die Andere è un cortometraggio muto del 1916 diretto da Paul von Woringen.

## Produzione
Il cortometraggi fu prodotto dalla DMB Deutsche Mutoskop- und Biograph GmbH (Berlin).

## Distribuzione
Ottenne il visto di censura nel febbraio 1916 con il titolo originale Die Andere che, più tardi fu cambiato in Für fremdes Glück per la distribuzione all'estero. Gli venne dato anche il titolo internazionale The Other.